# Tradicijska kuća u Omamnu (Omamno 31)
Tradicijska drvena kuća u mjestu Omamno, općina Bedenica, na adresi Omamno 32 sagrađena je krajem 19. stoljeća. Prizemnica pravokutnog tlocrta građena hrastovim planjkama međusobno spajanim na preklop. Natkrivena je dvostrešnim krovištem s crijepom. Unutarnja organizacija je tipična trodijelna. Na ulazu je jednostavna nadstrešnica, a sačuvana je izvorna stolarija. Unutar okućnice ograđene drvenom ogradom smještena je velika gospodarska zgrada zidana opekom, manji drveni pomoćni objekt te bunar. Kuća s okućnicom pripada dobro očuvanim primjerima tradicijskog graditeljstva zelinskog područja.

## Zaštita
Pod oznakom Z-4248 zaveden je kao nepokretno kulturno dobro - pojedinačno, pravna statusa zaštićena kulturnog dobra, klasificirano kao "sakralna graditeljska baština".